# L'arte della sculacciata
L'arte della sculacciata è un romanzo uscito in Francia nel 1988 col titolo "L'art de la fessée" e poi tradotto in molti paesi (in Italia nel 1989 per l'editore Glénat Italia). L'autore è lo scrittore Jean-Pierre Enard, ma la notorietà del libro si deve alle illustrazioni di Milo Manara.

## Trama
La vicenda di questo breve racconto si svolge sul treno Parigi - Venezia; Eva Lindt (una giovane donna molto attraente, un personaggio televisivo, conduttrice di talk-show su argomenti "piccanti") racconta in prima persona l'incontro con Donato Casanova che si siede nel suo stesso scompartimento (non casualmente, come sapremo alla fine). L'uomo ha con sé un taccuino e mentre lui finge di dormire, la donna, incuriosita, lo prende e comincia a leggere. "L'arte della sculacciata" è il titolo scritto nella prima pagina; Eva scorre avidamente le pagine, legge e resta affascinata dalle descrizioni delle sculacciate contenute in quella sorta di diario e dai disegni che accompagnano il racconto. Fra i due nasce un gioco di seduzione che prosegue fra una fermata e l'altra, mentre la donna resta sempre più coinvolta nella appassionata lettura. La scontata conclusione è una memorabile sculacciata, con la partecipazione anche di un'amica di Donato (e sua complice in questo "trabocchetto" ai danni di Eva) che viaggia nello stesso treno. All'arrivo a Venezia una piccola folla è radunata nel corridoio del treno, compresi due paparazzi che mitragliano la Lindt nuda nello scompartimento.

## Commento
Il racconto, senza troppe pretese narrative e stilistiche, è un vero e proprio elogio della sculacciata che viene elevata al rango di atto sessuale. Viene descritto, con dovizia di particolari, il piacere di infliggere sculacciate, ma anche quello di riceverle; l"arte" della sculacciata è quindi una medaglia con una faccia attiva ed una passiva. L'autore individua vari "tipi" di natiche femminili attribuendo ad ognuno una personalità; descrive tutte le fasi della sculacciata così come un musicista potrebbe descrivere il contatto con lo strumento da suonare. Le sculacciate di questo libro non sono punitive o sadiche ma un piacere per entrambi i partecipanti al gioco.
Gli splendidi disegni a colori di Manara dovrebbero essere al servizio del racconto, ma forse è vero il contrario. Alcune illustrazioni sarebbero quelle che si trovano sul taccuino di Casanova, altre servono a descrivere quello che accade sul treno. Il disegnatore veronese è famoso per le sue "donnine" ed in questo libro è al meglio di sé. Le sue illustrazioni non solo sono fuse perfettamente con il racconto, ma sono godibili anche da sole e non scadono mai nella volgarità e nel cattivo gusto.
Il libro viene costantemente ristampato ed è tuttora facilmente reperibile.
Esiste anche una edizione limitata a 99 copie, firmate da Manara, pubblicata dagli Editori del Grifo, che ha la forma e l'aspetto del libriccino di Casanova presente nel racconto.

## Edizioni
- Jean-Pierre Enard, L'arte della sculacciata, prima ed., Glénat Italia, 1989.